# Сольський Степан Михайлович
Со́льський Степа́н (Стефан) Миха́йлович  (27 січня [8 лютого] 1835 (або 27 грудня 1834 [8 січня 1835]), Волинська губернія, Російська імперія — 7 (20) листопада 1900, Київ, Київська губернія, Російська імперія) — київський літератор, педагог, громадський діяч, професор Київської духовної академії, дійсний статський радник, київський міський голова в 1887–1900 роках.

## Біографія
Народився на Волині в сім'ї священника. Закінчивши духовну академію у Києві, став її викладачем, захистив у 1877 році докторську дисертацію. До 1897 року очолював в академії кафедру Нового Заповіту. Одночасно з богословськими дослідженнями писав статті для популярних релігійних видань.
З 1879 року — заступник міського голови, а з 1887 року — міський голова Києва. Вирізнявся демократичними поглядами й відданістю справі благоустрою столиці, активно виступав за впровадження новинок техніки в міському господарстві.
За час врядування Сольського у Києві відкрили пам'ятник Богдану Хмельницькому та імператору Миколі І, почала діяти міська кінна залізниця, збудували першу міську електростанцію та пустили перший у Російській імперії електричний трамвай. Також за час його правління споруджено знаменитий київський театр «Соловцов», а також закінчено будівництво Володимирського собору.

## Степан Сольський і Лук'янівське кладовище

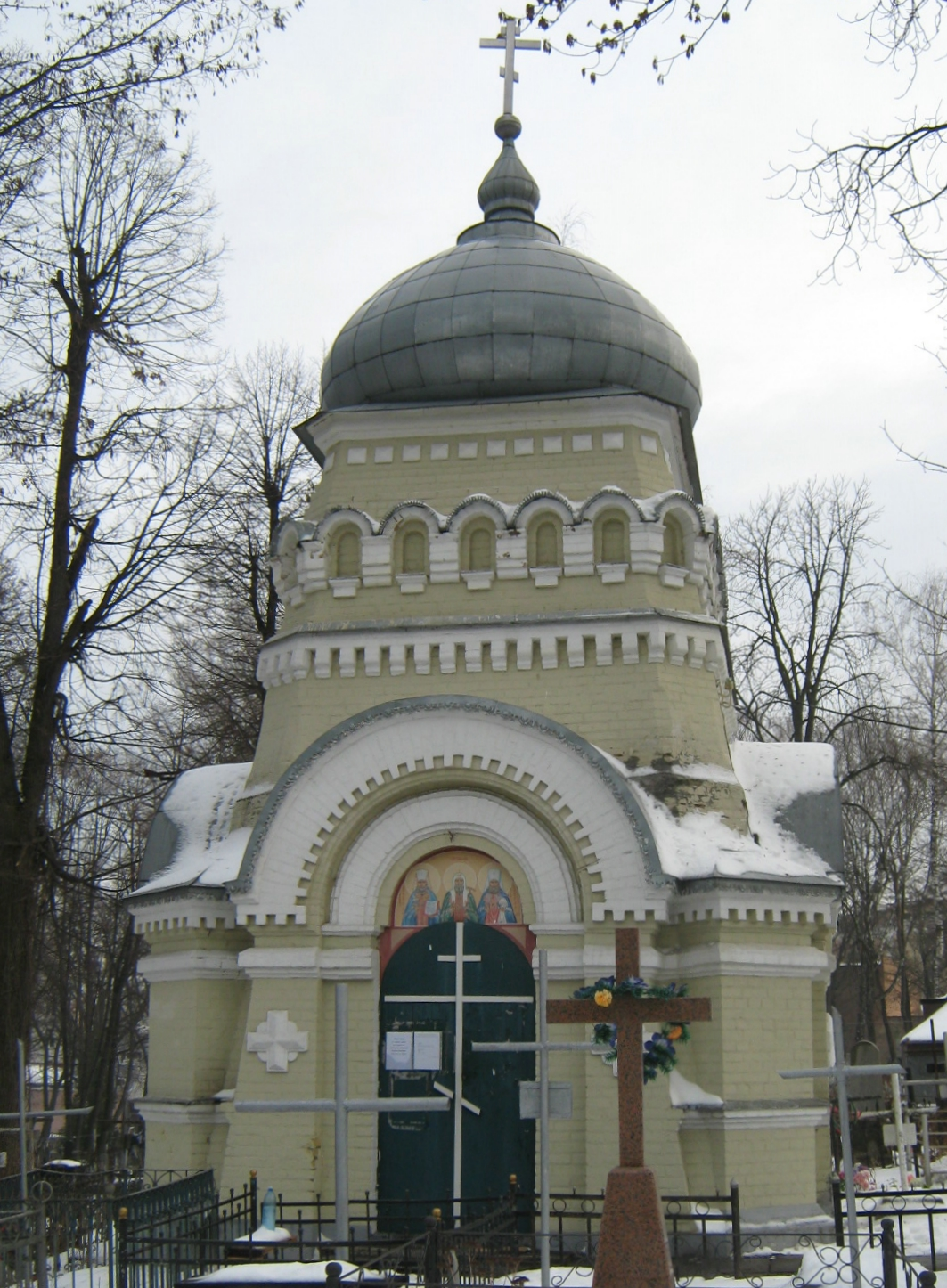
Склеп-усипальниця Степана Сольського на Лук'янівському кладовищі

За правління Степана Сольського як Київського міського голови Лук'янівському кладовищу надано статус центрального, до некрополя прокладена дорога та виконані роботи по його благоустрою. Хоча на той час іменитих киян ховали на аристократичній Аскольдовій могилі, Сольський заповідав поховати його на Лук'янівці.
Похований на Лук'янівському кладовищі (ділянка № 9) у склепі роботи архітектора Едуарда Брадтмана (збудований у 1902 році). Цей склеп є однією з архітектурних домінант кладовища.
З 1997 цей склеп служить каплицею і має статус пам'ятника історії.